# Cupa Cupelor 1974-1975
Sezonul 1974-1975 al Cupei Cupelor a fost câștigat de Dinamo Kiev, care a învins-o în finală pe formația Ferencváros.

## Prima rundă
| Echipa #1           | Total   | Echipa #2             | Tur  | Retur    |
| ------------------- | ------- | --------------------- | ---- | -------- |
| Dundee United       | 3–2     | Jiul Petroșani        | 3–0  | 0–2      |
| Bursaspor           | 4–2     | Finn Harps            | 4–2  | 0–0      |
| Eintracht Frankfurt | 5–2     | AS Monaco             | 3–0  | 2–2      |
| Dinamo Kiev         | 2–0     | ȚSKA Sofia            | 1–0  | 1–0      |
| Gwardia Warszawa    | 3–3 (p) | Bologna               | 2–1  | 1–2      |
| PSV Eindhoven       | 14–1    | Ards                  | 10–0 | 4–1      |
| Slavia Praha        | 1–1 (p) | FC Carl Zeiss Jena    | 1–0  | 0–1      |
| Benfica             | 8–1     | Vanløse               | 4–0  | 4–1      |
| Malmö FF            | 1–1 (p) | Sion                  | 1–0  | 0–1      |
| Sliema Wanderers    | 3–4     | Reipas Lahti          | 2–0  | 1–4      |
| Liverpool           | 12–0    | Strømsgodset          | 11–0 | 1–0      |
| Ferencváros         | 6–1     | Cardiff City          | 2–0  | 4–1      |
| Fram                | 0–8     | Real Madrid           | 0–2  | 0–6      |
| Waregem             | 3–5     | Austria Viena         | 2–1  | 1–4      |
| Avenir Beggen       | Retras  | Enosis Neon Paralimni | –    | –        |
| PAOK                | 1–2     | Steaua Roșie Belgrad  | 1–0  | 0–2(aet) |

Enosis Neon Paralimni s-a retras din cauza situației politice din Cipru.

### Prima manșă
| Dinamo Kiev | 1 – 0 | ȚSKA Sofia |
| ----------- | ----- | ---------- |
| Blokhin 57' |       |            |

| Gwardia Warszawa            | 2 – 1 | Bologna     |
| --------------------------- | ----- | ----------- |
| Sroka 48' (pen.) Kraska 80' |       | Savoldi 42' |

### A doua manșă
| ȚSKA Sofia | 0 – 1 | Dinamo Kiev |
| ---------- | ----- | ----------- |
|            |       | Blokhin 81' |

Dinamo Kiev s-a calificat cu scorul general de 2–0.
| Bologna                                 | 2 – 1 (d.p.) | Gwardia Warszawa                                             |
| --------------------------------------- | ------------ | ------------------------------------------------------------ |
| Savoldi 16' 43'                         |              | Terlecki 25'                                                 |
| Landini · Savoldi · Ghetti · Massimelli | 3 – 5        | Małkiewicz · Dawidczyński · Śledziewski · Michalik · Polakow |

Bologna 3–3 Gwardia Warszawa. Gwardia Warszawa s-a calificat cu scorul general de 5–3 on penalties.

## A doua rundă
| Echipa #1           | Total   | Echipa #2            | Tur | Retur |
| ------------------- | ------- | -------------------- | --- | ----- |
| Dundee United       | 0–1     | Bursaspor            | 0–0 | 0–1   |
| Eintracht Frankfurt | 3–5     | Dinamo Kiev          | 2–3 | 1–2   |
| Gwardia Warszawa    | 1–8     | PSV Eindhoven        | 1–5 | 0–3   |
| Carl Zeiss Jena     | 1–1 (a) | Benfica              | 1–1 | 0–0   |
| Malmö FF            | 3–1     | Reipas Lahti         | 3–1 | 0–0   |
| Liverpool           | 1–1 (a) | Ferencváros          | 1–1 | 0–0   |
| Real Madrid         | 5–2     | Austria Viena        | 3–0 | 2–2   |
| Avenir Beggen       | 2–11    | Steaua Roșie Belgrad | 1–6 | 1–5   |

## Sferturi
| Echipa #1     | Total  | Echipa #2            | Tur | Retur |
| ------------- | ------ | -------------------- | --- | ----- |
| Bursaspor     | 0–3    | Dinamo Kiev          | 0–1 | 0–2   |
| PSV Eindhoven | 2–1    | Benfica              | 0–0 | 2–1   |
| Malmö FF      | 2–4    | Ferencváros          | 1–3 | 1–1   |
| Real Madrid   | 2–2(p) | Steaua Roșie Belgrad | 2–0 | 0–2   |

## Semifinale
| Echipa #1   | Total | Echipa #2            | Tur | Retur |
| ----------- | ----- | -------------------- | --- | ----- |
| Dinamo Kiev | 4–2   | PSV Eindhoven        | 3–0 | 1–2   |
| Ferencváros | 4–3   | Steaua Roșie Belgrad | 2–1 | 2–2   |

## Finala
| Dinamo Kiev                      | 3 – 0 | Ferencváros |
| -------------------------------- | ----- | ----------- |
| Onyshchenko 18', 39' Blokhin 67' |       |             |